# Parti populaire de la communauté de Madrid
Le Parti populaire de la communauté de Madrid (en espagnol : Partido Popular de la Comunidad de Madrid, PPCM) est la fédération territoriale du Parti populaire (PP) en communauté de Madrid.
Issu de l'Alliance populaire (AP), le PPCM devient la première force parlementaire en 1991 et accède au pouvoir dans la communauté autonome en 1995. Il s'y maintient en minorité des élections de 2015 à celles de 2023, seul ou en coalition. Il détient également la mairie de Madrid depuis 1991, à l’exception de la période 2015-2019.

## Présidents
| Titulaire                               | Dates                                                            | Fonction |
| --------------------------------------- | ---------------------------------------------------------------- | --- |
| Luis Eduardo Cortés (es),               | 13 octobre 1986 – 25 septembre 1993 (6 ans, 11 mois et 12 jours) | |
| Pío García-Escudero                     | 25 septembre 1993 – 27 novembre 2004 (11 ans, 2 mois et 1 jour)  | Président du Sénat (2011-2019) |
| Esperanza Aguirre,                      | 27 novembre 2004 – 14 février 2016 (11 ans, 2 mois et 27 jours)  | Ministre de l'Éducation et de la Culture (1996-1999) Présidente du Sénat (1999-2002) Présidente de la communauté de Madrid (2003-2012) |
| Cristina Cifuentes Direction provisoire | 22 février 2016 – 14 février 2017 (11 mois et 23 jours)          | Déléguée du gouvernement dans la communauté de Madrid (2012-2015) Présidente de la communauté de Madrid (2015-2018)                    |
| Juan Carlos Vera Direction provisoire   | 14 février – 18 mars 2017 (1 mois et 4 jours)                    | |
| Cristina Cifuentes,                     | 18 mars 2017 – 27 avril 2018 (1 an, 1 mois et 9 jours)           | Déléguée du gouvernement dans la communauté de Madrid (2012-2015) Présidente de la communauté de Madrid (2015-2018)                    |
| Pío García-Escudero                     | 15 mai 2018 – 20 mai 2022 (4 ans et 6 jours)                     | Président du Sénat (2011-2019) |
| Isabel Díaz Ayuso                       | depuis le 20 mai 2022 (3 ans, 2 mois et 2 jours)                 | Présidente de la communauté de Madrid (depuis 2019)                                                                                    |

## Résultats électoraux

### Assemblée de Madrid
| Année   | Chef de file           | Voix      | %        | #      | Sièges   | Gouvernement                                   |
| ------- | ---------------------- | --------- | -------- | ------ | -------- | ---------------------------------------------- |
| 1991    | Alberto Ruiz-Gallardón | 956 865   | 43,23    | 1er    | 47 / 101 | Opposition                                     |
| 1995    | Alberto Ruiz-Gallardón | 1 476 442 | 50,98 () | 1er () | 54 / 103 | Ruiz-Gallardón I                               |
| 1999    | Alberto Ruiz-Gallardón | 1 324 596 | 51,07 () | 1er () | 55 / 102 | Ruiz-Gallardón II                              |
| 05/2003 | Esperanza Aguirre      | 1 429 890 | 46,67 () | 1er () | 55 / 111 | Ruiz-Gallardón III                             |
| 10/2003 | Esperanza Aguirre      | 1 346 588 | 48,48 () | 1er () | 57 / 111 | Aguirre I                                      |
| 2007    | Esperanza Aguirre      | 1 592 162 | 53,29 () | 1er () | 67 / 120 | Aguirre II                                     |
| 2011    | Esperanza Aguirre      | 1 548 306 | 51,73 () | 1er () | 72 / 129 | Aguirre III (2011-2012) ; González (2012-2015) |
| 2015    | Cristina Cifuentes     | 1 050 256 | 33,08 () | 1er () | 48 / 129 | Cifuentes (2015-2018) ; Garrido (2018-2019)    |
| 2019    | Isabel Díaz Ayuso      | 719 852   | 22,23 () | 2e ()  | 30 / 132 | Díaz Ayuso I                                   |
| 2021    | Isabel Díaz Ayuso      | 1 620 213 | 44,73 () | 1er () | 65 / 136 | Díaz Ayuso II                                  |
| 2023    | Isabel Díaz Ayuso      | 1 599 186 | 47,32 () | 1er () | 70 / 135 | Díaz Ayuso III                                 |

## Identité visuelle

Logo de 2008 à 2015.
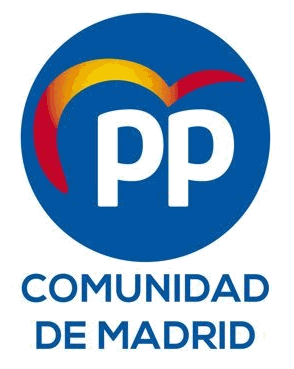
Logo de 2019 à 2022.
Logo depuis 2022.